# Zaraće
Zaraće falu Horvátországban, Split-Dalmácia megyében. Közigazgatásilag Hvarhoz tartozik.

## Fekvése
Splittől légvonalban 40 km-re délre, Hvar városától légvonalban 6, közúton 11 km-re keletre, a Hvar-sziget nyugati részén fekszik. Két nagyobb településrészből áll, keleti része Velo Zaraće, nyugati része Malo Zaraće. Mezőgazdasági területeinek a lakosság elvándorlása következtében mára csak kis része, elsősorban a faluba vezető úttól délre fekvő rész van megművelve. A falu szélén, különösen az északi és a keleti oldalon gazdasági épületek és kőből rakott falak találhatók elkerítve az állatok kihajtásához szükséges területeket. A faluból makadámút vezet le a kikötőbe. Régi belterületétől közvetlenül délre halad el a Hvar városát Stari Graddal összekötő főút. A falutól szép kilátás nyílik a tengerre és a környező szigetekre.

## Története
Zaraće határa már a történelem előtti időkben is lakott volt, melyről a motokiti Babina-barlang újkőkori leletei, valamint a Klupce és Vrh Barišić határrészeken található bronzkori halomsírok adnak bizonyságot. A görög kolonizáció i. e. 384-ben kezdődött,  amikor az első pároszi telepesek a mai Stari Grad területére érkeztek. Ebből az időből származik a régi ún. „Via communis”, mely Stari Gradból Hvar felé vezetett és a mai Zaraće északi részét is átszelte. A neves horvát nyelvész Petar Skok szerint a Motokit-hegy neve is a római jelenlétre utaló latin „Monte acutum” kifejezésből származik. 
A mai Zaraće keletkezésének pontos ideje nem ismert. Egy 1459-es feljegyzésben találjuk, hogy Katarin Vukčić földet kapott „milna Zaratac” területén  Ser Ivan Piretić birtokánál. A 15. században Zaraće neve ugyanis milna Zaratac volt. (A milna szó indoeurópai eredetű, a "mil" = liszt, apró homok kifejezésből ered.) Településként történt első említése csak egy 1834-ben készült osztrák kataszteri térképen történt. Zaraće ekkor Grablje község területéhez tartozott, így területét és lakosságát nem tartották nyilván külön a teljes község területétől és népességétől. A 19. század első felében Zaraće egy kicsi, néhány lakóházból és gazdasági épületből álló település volt ciszternákkal és kertekkel. Az 1884-es osztrák kataszteri felmérésből egy szerény méretű település képe rajzolódik ki, mely lényegében a 19. század végén nyerte el mai formáját. A település 1918-ban az új szerb-horvát-szlovén állam, majd később Jugoszlávia része lett. 2011-ben a településnek 14 lakosa volt.

## Népesség
| Lakosság változása | Lakosság változása | Lakosság változása | Lakosság változása | Lakosság változása | Lakosság változása | Lakosság változása | Lakosság változása | Lakosság változása | Lakosság változása | Lakosság változása | Lakosság változása | Lakosság változása | Lakosság változása | Lakosság változása | Lakosság változása |
| ------------------ | ------------------ | ------------------ | ------------------ | ------------------ | ------------------ | ------------------ | ------------------ | ------------------ | ------------------ | ------------------ | ------------------ | ------------------ | ------------------ | ------------------ | ------------------ |
| 1857               | 1869               | 1880               | 1890               | 1900               | 1910               | 1921               | 1931               | 1948               | 1953               | 1961               | 1971               | 1981               | 1991               | 2001               | 2011               |
| 89                 | 0                  | 78                 | 84                 | 99                 | 84                 | 100                | 80                 | 77                 | 58                 | 45                 | 1                  | 0                  | 0                  | 1                  | 14                 |

(1869-ben lakosságát Hvarhoz számították.)

## Nevezetességei
A szelíd árnyékos lejtőn elhelyezkedő Zaraće falut a 15. század óta Hvar külvárosaként tartják számon. Hvaron ez az egyetlen külváros, amely az eredeti szerkezeti formájában megmaradt. Nincs temetője, központi tere. A közhasznú létesítmények közé tartozik a templom, egy kút, az iskolaépület és a levendula feldolgozására épített olajprésüzem. A lakóházakat durván megmunkált kőből építették, bőséges mészhabarccsal, míg az eredeti kőlapokat hornyolt tetőcserép váltotta fel. A parasztházakat istállóként, vendéglőként vagy kenyérsütőként használták, tetejüket kőlapok borították. Fennmaradtak a szőlő- és olajbogyóprések és több víztartály is.
Szűz Mária tiszteletére szentelt temploma egyhajós épület téglalap alakú apszissal. A templom a 16. század második felében épült, Hvar városától délkeletre, a tenger felől emelkedő szikla tetején található. A templom kelet-nyugati tájolású. Eredetileg remeték számára épült, melyet a Berislavić család építtetett a 17. században. A templom berendezését Hvarra vitték, közülük kiemelkedik egy itáliai-krétai stílusú Istenanya a gyermekkel ikon.
A Kasandrić család nyaralója  a 18. század második felében épült. A 19. században bővítették. Az épületegyüttes egy tengerparti sziklapárkányra épült, amely nyugat felől egy sekély öblöt határol. Építtetője a Gargurić-Kasandrić család volt. Egy nagy földszintes házból áll, udvarral és egy sor melléképülettel. A földszinten egy nagy taverna működött, amely egy nagy birtokot szolgált, amely az öböl hátsó részén terült el. A homlokzataiba számos gótikus töredéket építettek be.
A település legrégebbi épületei a strand nyugati sarkában, a Dubovica-öböl mélyén találhatók.  Évszázadok során építették őket a Bartučević, a Raffaelli és a Grivičić családok. Jelen formájukat a 19. században és a 20. század elején kapták, a vidéki építészet hagyományai szerint megépítve. Számos 15. és 16. századi épülettöredékek mesél a helyükön állt régebbi épületekről. Különösen kiemelkedik a három nagy tetőablak a tető déli részén.